# 多賀神社 (八王子市)
多賀神社（たがじんじゃ）は、東京都八王子市元本郷町にある神社である。

## 歴史
- 1882年（明治15年） - 神社大神輿を購入
- 1893年（明治26年） - 郷社に昇格
- 1900年（明治33年） - 第二小学校裏の参道に一の鳥居を建立
- 1921年（大正10年） - 神社の鳥居を建立
- 1928年（昭和3年） - 昭和大典記念例大祭を執行
- 1933年（昭和8年） - 皇太子誕生記念の神楽殿を建立
- 1940年（昭和15年） - 紀元2600年記念大祭を執行
- 1944年（昭和19年） - 戦争激化で例大祭中止（昭和21年復活）
- 1945年（昭和20年） - 八王子空襲で神社境内・周辺は戦火を免れたが、第二小学校裏の一の鳥居倒壊
- 1951年（昭和26年） - 拝殿・幣殿屋根を改修
- 1954年（昭和29年） - 宗教法人となり東京都神社庁に参加
- 1959年（昭和34年） - 多賀神社社額が市有形文化財に指定[2][3]
- 1976年（昭和51年） - 大関若三杉（第56代横綱若乃花）元旦参拝
- 1977年（昭和52年） - 神社大神輿の昭和大修理が完工[4][5]
- 1977年（昭和52年） - 神社大神輿が市有形文化財に指定[4]
- 1978年（昭和53年） - 例大祭で神社大神輿が70年ぶりに甲州街道で拝舁
- 1979年（昭和54年） - 本殿補修、機守神社補修
- 2009年（平成21年） - 祓所を建て替え
- 2009年（平成21年） - 本社幣殿改修、機守神社補修
- 2013年（平成25年） - 本殿改修工事
- 2015年（平成27年） - 神札所・祈祷待合所を建立[6]

## 祭神
本殿
- 伊弉諾尊（いざなぎのみこと）
- 伊弉冉尊（いざなみのみこと）

機守神社社殿
- 天棚機姫尊（あめのたなばたひめのみこと）

日枝神社
- 大山咋神（おおやまくいのかみ）

第六天神社社殿
- 国常立尊（くにのとこたちのみこと）
- 国狭槌尊（くにのさつちのみこと）
- 豊斟渟尊（とよくむぬのみこと）
- 泥土煮尊（ういじにのみこと）
- 沙土煮尊（すいじにのみこと）
- 大戸之道尊（おおとのじのみこと）
- 大苫辺尊（おおとまべのみこと）
- 面足尊（おもだるのみこと）
- 惶根尊（かしこねのみこと）

## 社殿
- 本殿 - 2013年（平成25年）改修、彫刻の復元・再塗装・飾り金具の新調等
- 機守神社社殿 - 1937年（昭和12年）改築、棟梁:森上勝三郎、昭和53年屋根の銅板葺替
- 日枝神社・第六天神社社殿
- 神楽殿 - 旧神楽殿を八王子日吉神社に譲渡、1933年（昭和8年）建立、棟梁:森上馬吉
- 祓所 - 2009年（平成21年）建立、棟梁:森上秀男
- 神札所・祈祷待合所 - 2015年（平成27年）建立、神札所棟梁:森上秀男、祈祷待合所施工:戸田工務店
- 鳥居 - 東側正門
- 手水舎 - 1966年（昭和41年）9月、台風26号により倒壊、復旧工事の際、棟木に「大工谷飛騨正平惟貞」の墨書銘を確認、江戸末期の建物と推測される
- 御神木 - 樹齢400年の大銀杏
- 御神輿 - 1882年（明治15年）、江戸時代に舁がれていた六角大神輿に代わって、東京浅草で建造された、通称「千貫神輿」として知られている[4][5]
- 倉庫 - 神輿（多賀神社神輿）倉、山車（八幡町一・二丁目山車、山車人形神武天皇）倉
- 駐車場 - 南門にあり[8]

- 参道より鳥居を見る（2019年8月撮影）
- 参道より境内を見る（2019年8月撮影）
- 拝殿を見る（2019年8月撮影）
- 拝殿、手前は神札所と祈祷待合所（2019年8月撮影）
- 拝殿の彫物を見る（2019年8月撮影）
- 南西側より拝殿・本殿を見る（2019年8月撮影）
- 北西側より拝殿・本殿を見る（2019年8月撮影）
- 北東側より拝殿・本殿を見る（2019年8月撮影）
- 機守神社社殿（2019年8月撮影）
- 日枝神社と第六天神社（2019年8月撮影）
- 神楽殿（2019年8月撮影）
- 宮神輿（千貫神輿）庫（2019年8月撮影）

## 文化財
市有形民俗文化財
- 社額 - 「多賀神社扁額」、 1866年（慶応2年）、ケヤキ製、縦81.0センチメートル、横52.0センチメートルの扁額で、裏面に刻まれた文字から、1866年（慶應2年）、第二次長州出兵による将軍供奉で大坂に滞在した千人同心組頭の三人が現地で作らせ、多賀神社（元本郷町）に奉納した。昭和34年2月26日指定[2][3]

市指定有形文化財
- 宮神輿 - 「多賀神社神輿（三輪御所車を含む）」、1882年（明治15年）、東京浅草で建造、総重量3トン、高さ2.5メートル、通称「千貫神輿」、昭和52年11月5日指定
- 山車 - 「八幡町一・二丁目山車」、1918年（大正7年）、建造の旧一丁目の山車で、工匠は萩原左文治、彫工は佐藤光重、昭和45年7月23日指定
- 山車人形 - 「神武天皇」、1887年（明治20年）、三代目原舟月作、昭和45年7月23日指定

- 「多賀神社神輿（三輪御所車を含む）」（2019年8日撮影）
- 同左、「八王子まつり」渡御の準備（2019年8月撮影）
- 「八幡町一・二丁目山車」（2019年8月撮影）
- 「神武天皇」（2019年8月撮影）

## 祭事
- 1月 - 歳旦祭・元旦祭（1月1日）
- 2月 - 節分祭（2月3日）
- 7月 - 末社五社大祭（7月7日）
- 8月 - 例大祭・神幸祭（8月第1金、土、日曜日）
- 11月 - 七五三祝請祭（11月15日）
- 12月 - 大祓式・除夜祭（12月31日）[10]

例祭
- 月次祭（1日、15日）[10]

## 交通
- JR中央線 - 西八王子駅北口より徒歩12分